# India hadereje
Az ország hadereje három haderőnemből áll: szárazföldi haderőből, légierőből és haditengerészetből.

## Fegyveres erők létszáma
- Aktív: 1 298 000 fő
- Tartalékos: 535 900 fő

## Szárazföldi haderő
Létszám
1 100 000 fő
Állomány
- 3 páncélos hadosztály
- 4 "gyors" hadosztály
- 18 gyalogoshadosztály
- 9 hegyi hadosztály
- 1 tüzérhadosztály
- 7 páncélosdandár
- 5 gyalogosdandár
- 1 hegyi dandár
- 1 ejtőernyős/kommandó dandár
- 1 harcászati rakétaezred
- 1 műszaki dandár

Felszerelés
- 3898 db harckocsi (T–55, Vijayanta, Arjun, T–90, T-72)
- 30 db közepes harckocsi (PT–76)
- 100 db felderítő harcjármű (BRDM–2)
- 1500 db páncélozott gyalogsági harcjármű (BMP–1/–2)
- 210 db páncélozott szállító jármű (OT–62/–64)
- 4365 db tüzérségi löveg: 4175 db vontatásos, 190 db önjáró
- 1430 db légvédelmi rakéta

## Légierő
Létszám
145 000 fő
Repülési idő a pilótáknak: 180 óra
Állomány
- 30 közvetlen támogató század
- 9 vadászrepülő-század
- 2 felderítő század
- 2 harcihelikopter-század

Felszerelés
- 701 db harci repülőgép (MiG–21, MiG–23, MiG–25, MiG–27, MiG–29, Szu–30, Jaguar, Mirage 2000, PAK FA[1])
- 12 db szállító repülőgép
- 6 db légi utántöltő gép
- 22 db harci helikopter (Mi–25/–35)

## Haditengerészet
Létszám
53 000 fő
Hadihajók
- 16 db tengeralattjáró
- 1 db repülőgép-hordozó
- 8 db romboló
- 11 db fregatt
- 39 db őrhajó
- 18 db aknarakó/szedő hajó
- 7 db deszanthajó
- 32 db vegyes feladatú hajó

Haditengerészeti légierő
- 35 db harci repülőgép
- 30 db harci helikopter